# Sword Oratoria
Dungeon ni deai o motomeru no wa machigatteiru darō ka gaiden: Sword Oratoria (jap. ダンジョンに出会いを求めるのは間違っているだろうか外伝 ソード・オラトリア Danjon ni deai o motomeru no wa machigatteiru darō ka gaiden: Sōdo Oratoria), skrótowo Sword Oratoria – seria light novel napisana przez Fujino Ōmoriego i zilustrowana przez Kiyotakę Haimurę na podstawie projektów autorstwa Suzuhito Yasudy. Jest spin-offem serii Dungeon ni deai o motomeru no wa machigatteiru darō ka. Na jej podstawie powstał serial anime wyprodukowany przez studio J.C.Staff, który emitowano od kwietnia do czerwca 2017.

## Fabuła
Historia przedawniona w Sword Oratoria rozgrywa się w tym samym czasie co główna seria, ale tym razem skupia się na postaci Ais Wallenstein, znanej jako Księżniczka Miecza, która wraz z innymi członkami familii bogini Loki udaje się na 50. piętro labiryntu zwanego lochem.

## Light novel
Poboczna seria light novel zatytułowana Dungeon ni deai o motomeru no wa machigatteiru darō ka gaiden: Sword Oratoria (jap. ダンジョンに出会いを求めるのは間違っているだろうか外伝 ソード・オラトリア Danjon ni deai o motomeru no wa machigatteiru darō ka gaiden: Sōdo Oratoria), została napisana przez Fujino Ōmoriego i zilustrowana przez Kiyotakę Haimurę na podstawie projektów autorstwa Suzuhito Yasudy. Pierwszy tom ukazał się 15 stycznia 2014, natomiast według stanu na 12 lipca 2019, do tej pory ukazało się 12 tomów.
| Nr | Data wydania (język japoński) | ISBN (język japoński)  |
| -- | ----------------------------- | ---------------------- |
| 1  | 15 stycznia 2014              | ISBN 978-4-7973-7553-4 |
| 2  | 13 czerwca 2014               | ISBN 978-4-7973-7716-3 |
| 3  | 15 grudnia 2014               | ISBN 978-4-7973-8203-7 |
| 4  | 15 maja 2015                  | ISBN 978-4-7973-8312-6 |
| 5  | 14 października 2015          | ISBN 978-4-7973-8508-3 |
| 6  | 15 czerwca 2016               | ISBN 978-4-7973-8846-6 |
| 7  | 14 grudnia 2016               | ISBN 978-4-7973-8934-0 |
| 8  | 14 kwietnia 2017              | ISBN 978-4-7973-9234-0 |
| 9  | 15 czerwca 2017               | ISBN 978-4-7973-9281-4 |
| 10 | 15 maja 2018                  | ISBN 978-4-7973-9460-3 |
| 11 | 15 stycznia 2019              | ISBN 978-4-7973-9460-3 |
| 12 | 12 lipca 2019                 | ISBN 978-4-8156-0264-2 |
| 13 | 15 lutego 2023                | ISBN 978-4-8156-0982-5 |
| 14 | 15 marca 2023                 | ISBN 978-4-8156-1434-8 |

## Manga
Adaptacja w formie mangi z ilustracjami autorstwa Takashiego Yagiego, ukazuje się od 22 maja 2014 w magazynie „Young Gangan”. Następnie wydawnictwo Square Enix rozpoczęło zbieranie rozdziałów do wydań w formacie tankōbon, których pierwszy tom ukazał się 13 listopada tego samego roku. Według stanu na 25 stycznia 2023, do tej pory wydano 24 tomy.
| Nr | Data wydania (język japoński) | ISBN (język japoński)  |
| -- | ----------------------------- | ---------------------- |
| 1  | 13 listopada 2014             | ISBN 978-4-7575-4465-9 |
| 2  | 25 marca 2015                 | ISBN 978-4-7575-4593-9 |
| 3  | 15 maja 2015                  | ISBN 978-4-7575-4638-7 |
| 4  | 14 października 2015          | ISBN 978-4-7575-4767-4 |
| 5  | 25 marca 2016                 | ISBN 978-4-7575-4926-5 |
| 6  | 13 października 2016          | ISBN 978-4-7575-5121-3 |
| 7  | 25 marca 2017                 | ISBN 978-4-7575-5289-0 |
| 8  | 13 kwietnia 2017              | ISBN 978-4-7575-5316-3 |
| 9  | 13 czerwca 2017               | ISBN 978-4-7575-5369-9 |
| 10 | 13 lutego 2018                | ISBN 978-4-7575-5559-4 |
| 11 | 11 maja 2018                  | ISBN 978-4-7575-5712-3 |
| 12 | 13 lutego 2019                | ISBN 978-4-7575-5907-3 |
| 13 | 13 lutego 2019                | ISBN 978-4-7575-6005-5 |
| 14 | 12 lipca 2019                 | ISBN 978-4-7575-6203-5 |
| 15 | 12 grudnia 2019               | ISBN 978-4-7575-6432-9 |
| 16 | 22 lipca 2020                 | ISBN 978-4-7575-6702-3 |
| 17 | 21 listopada 2020             | ISBN 978-4-7575-6941-6 |
| 18 | 25 marca 2021                 | ISBN 978-4-7575-7170-9 |
| 19 | 25 grudnia 2021               | ISBN 978-4-7575-7645-2 |
| 20 | 25 grudnia 2021               | ISBN 978-4-7575-7645-2 |
| 21 | 22 marca 2022                 | ISBN 978-4-7575-7830-2 |
| 22 | 22 lipca 2022                 | ISBN 978-4-7575-8032-9 |
| 23 | 25 stycznia 2023              | ISBN 978-4-7575-8352-8 |
| 24 | 25 stycznia 2023              | ISBN 978-4-7575-8353-5 |

## Anime
Adaptacja w formie telewizyjnego serialu anime została zapowiedziana 6 marca 2016. Została wyprodukowana przez studio J.C.Staff i wyreżyserowana przez Yōheia Suzukiego. Scenariusz napisał Hideki Shirane, postacie zaprojektował Shigeki Kimoto, a muzykę skomponował Keiji Inai. 12-odcinkowa seria była emitowana od 14 kwietnia do 30 czerwca 2017 w stacjach Tokyo MX, KBS Kyoto, Sun TV i BS11. Motyw otwierający, „RE-ILLUSION”, wykonała Yuka Iguchi, końcowy zaś, zatytułowany „day by day”, zaśpiewała Kano.

### Lista odcinków
| №  | Tytuł                                            | Premiera         |
| -- | ------------------------------------------------ | ---------------- |
| 1  | Kenki to yōsei (剣姫と妖精)                      | 14 kwietnia 2017 |
| 2  | Shichaku to kōnyū (試着と購入)                   | 21 kwietnia 2017 |
| 3  | Saiten to yūki (祭典と勇気)                      | 28 kwietnia 2017 |
| 4  | Satsujin to hōgyoku (殺人と宝玉)                 | 5 maja 2017      |
| 5  | Akagami to ko-ō (赤髪と孤王)                     | 12 maja 2017     |
| 6  | Tōbatsu to tōbō (討伐と逃亡)                     | 19 maja 2017     |
| 7  | Irai to bundan (依頼と分断)                      | 26 maja 2017     |
| 8  | Kegare to shōjo (穢れと少女)                     | 2 czerwca 2017   |
| 9  | Kunren to shitto (訓練と嫉妬)                    | 9 czerwca 2017   |
| 10 | Shōnen to eiyū (少年と英雄)                      | 16 czerwca 2017  |
| 11 | Bōken to michi (冒険と未知)                      | 23 czerwca 2017  |
| 12 | Kamigami to Kenzoku (Sōdo Oratoria) (神々と眷族) | 30 czerwca 2017  |